# Zbigniew Król (filozof)
Zbigniew Król – polski filozof, doktor habilitowany nauk humanistycznych, specjalizujący się w antropologii, filozofii matematyki i filozofii starożytnej.

## Życiorys
W 1987 ukończył studia na Wydziale Filozofii Katolickiego Uniwersytetu Lubelskiego ze specjalnością z filozofii przyrody. Doktoryzował się w 2002 na tym samym wydziale, pisząc pracę zatytułowaną Aktualne kontrowersje wokół platonizmu w filozofii matematyki przygotowaną pod kierunkiem Zygmunta Hajduka, a w 2008 uzyskał habilitację w oparciu o cykl publikacji pt. Intuicyjne podstawy matematyki. Został profesorem Wydziału Administracji i Nauk Społecznych Politechniki Warszawskiej oraz Instytutu Filozofii i Socjologii Polskiej Akademii Nauk, a w latach 2012-2020 piastował stanowisko dziekana Wydziału Administracji i Nauk Społecznych PW.
Członek Polskiego Towarzystwa Filozoficznego oraz Polskiego Towarzystwa Filozofii Systematycznej.
Zbigniew Król sportowo uprawiał speleologię i 
himalaizm.

## Publikacje
- Platon i podstawy nauki współczesnej. Pojęcie liczby u Platona, Wydawnictwo Rolewski, Złotoria k/Torunia, 2005.
- Platonizm matematyczny i hermeneutyka, Wydawnictwo Instytutu Filozofii i Socjologii PAN, Warszawa, 2006.
- Platonism and the Development of Mathematics. Infinity and Geometry, Wydawnictwo Instytutu Filozofii i Socjologii PAN, Warszawa, 2015.